# 百舌谷さん逆上する
『百舌谷さん逆上する』（もずやさんぎゃくじょうする）は篠房六郎の漫画作品。『月刊アフタヌーン』で2008年3月号から2013年9月号まで連載。

## 概要
世間のツンデレブームを逆手に取ったラブストーリー。本作では「ツンデレ」を「他者への好意を、自己の感情に反した攻撃的な言動で表現してしまう人格障害」と定義し、ツンデレ少女百舌谷さんの悩める日常を描く。1巻～3巻収録分のサブタイトルは「百舌谷さん○○」で統一されていた。

## あらすじ
勉強も運動もダメでなんの取り得も無い樺島番太郎のクラスに、ある日転校生がやってくる。彼女の名は百舌谷小音。「ヨーゼフ・ツンデレ博士型双極性パーソナリティ障害」の持ち主、いわゆる「ツンデレ」の少女だった。小音のツンデレの症状は様々な事件を引き起こしていき、流されやすい番太郎も否応なしにまきこまれていく。

## 登場人物
百舌谷小音（もずや こと）
声 - 阿久津加菜
ツンデレの症状に思い悩む小学5年生。金髪ツインテールのロリ系という、様々な萌え要素を兼ね備える美少女。東京から番太郎達の学校に転入してくる。
ツンデレであるため他人と素直にコミュニケーションを取る事が出来ず、そのため自分を取り巻く全ての世界との接触を絶望視している。他者を拒絶し達観しているように振舞うが、時折誰にも理解されない孤独感ものぞかせるなど、その精神構造は繊細で複雑。突発的な出来事に弱く、時には頭が真っ白になって赤面しながら突飛な行動を取るなどいわゆるツンデレ的な面もあるが、それを誤魔化そうとする際には猟奇的なまでの攻撃性を発揮するため周囲との軋轢と騒動が絶えない。
両親ともにツンデレという珍しいケースで、物心が付いてから親の顔を見たことがない。現在は養父母の元で暮らしている。
樺島番太郎（かばしま ばんたろう）
小音のクラスメート。丸刈りの頭にランニングシャツと半ズボンという裸の大将のような出で立ち。外見も運動も勉強も人並み以下な上に、善良ではあるが極めて内向的な性格で、クラスでは「カバ夫」と呼ばれてバカにされている。ちょっとした誤解から小音に弱みを握られてしまい服従を強いられるが、渋々つき合わされている内に彼女の孤独さを知り、自発的に小音の力になろうと尽力するようになる。日々小音からの暴力を耐え忍んでいたが、徐々に違う快感（ドＭ）に目覚め始めてしまう。
小音が好意を感じる要素が一切なかったことから、逆に小音のツンデレを刺激することがなかったため、小音が平静に付き合える数少ない人間の一人となっている。家の経済状態は悪く、幼少に両親が他界したため祖母の元で暮らしており、入院中の弟がいる。
実は祖母から特殊な整体術を用いての肉体改造を施されており、発奮した時や高揚した状態の際に、自分でも無意識の内に凄まじい頑強さと戦闘能力の高さを発揮する。初登場時は交通事故からの復学明けであったが、トラックに跳ねられたにも関わらず軽傷で済んでいた。
樺島勇次郎（かばしま　ゆうじろう)
番太郎の弟。心臓を患っており入院中。不細工な老け顔の兄とは正反対の美少年。その可愛らしさゆえか、看護師の珠美に美少女キャラクターのコスプレを強要されるほど。兄の番太郎を「格好良くて、イケメンで運動神経抜群、頭も良くて成績優秀」と思っており憧れている。
百舌谷達規（もずや たつき）
小音の養父でフリーライター。フリー転向前、政財界の黒幕「鴫沢大観」について取材していくうちに事件に巻き込まれる。その際、鴫沢大観と取引し「夫婦の身の安全を保証する」代わりに「小音を養女にする」という条件を呑まされることとなった。そのため、小音に対して俯瞰的かつ冷めた視点から見ているが、心から小音を大事に思っている。妻の美紗緒とは駆け落ち同然で結ばれており、実家とは絶縁状態にある。なお、百舌谷家は鴫沢家からの分家である。
百舌谷美沙緒（もずや みさお）
小音の養母。子供が大好きで、小音に対して深い愛情を抱いているが、それを示すことが彼女の発作を誘発することになると知っているために苦悩している。
竜田揚介（たつた ようすけ）
小音のクラスメート。男子達のリーダー的存在であり面倒見が良いが、女子グループとは仲が悪い典型的なガキ大将。運動はできるがバカで短気。番太郎のことは体のいいパシリとしてこき使っている。兄からツンデレエピソードを高値で買い取るという話を持ちかけられ、逡巡しながらも小音に接触を図る。
五島千鶴（ごとう ちづる）
小音のクラスメートで学級委員。女子達のまとめ役であり、周囲と馴れ合おうとしない小音を敵視している。揚介とは家が近所の幼馴染で、一見反目しあっているようで内心心憎く思っておらず（いわゆる萌え要素としての「ツンデレ」）、小音と揚介の関係にやきもきしている。
韮沢珠美（にらさわ　たまみ）
勇次郎の入院している病院の新米看護師。池袋の乙女系で腐女子。愛嬌ある性格で子供に慕われやすい。漫画から受けた影響の強さが行動や発言に目立つ。勇次郎にコスプレを強要したり、休暇を取っては撮影会に出かけている。
塩畑綾香（しおはた あやか）
珠美の先輩看護師。父親が古武術館の館長で、自身も古武術の師範代である。勤務態度はいたって真面目であるが、固い性格が災いしてか子供が懐いてくれないのが悩み。反面、説教臭く叱りつけるのは得意。
竜田昇平（たつた しょうへい）
揚介の兄でアキバ系おたく。小学校時代から成人向けゲームをプレイしていたという生粋のおたくで、部屋にはフィギュアや抱き枕が並んでいる。小音のツンデレエピソードをブログに載せて好評を博しており、ゆくゆくは書籍化や映像化まで狙っている。
樺島トキ（かばしま　とき）
番太郎と勇次郎の祖母。息子夫婦が交通事故で他界しており、身寄りのなくなった番太郎と勇次郎を引き取っている。家伝である怪しげな整体術を習得しており、密かに番太郎の肉体を改造強化していたが、本人には知らせていない。
アフタヌーン連載時(百舌谷さんと夏の終わりに。編)では「ソネ」という名前だったが、単行本第3巻で「トキ」に名前が変更されている。
鳩山先生（はとやま-）
小音達のクラスの担任教諭。教員生活2年の若い女性教諭で、次々と巻き起こる問題に事なかれ主義で対応していく。小音のことは心から心配しているが、議論になるといつも言い負かされて落ち込んでいる。
浦成先生（うらなり-）
小音の専属カウンセラー。頼りなさそうに見えるが、小音とは最も長く会話のできたカウンセラーで、月1回小音を診断している。
黒沢（くろさわ-）
鴫沢家執事。小音の報告を百舌谷夫妻から受け取り、小音の実の両親に伝えている。
鴫沢大観（しぎさわ　たいかん）
小音の祖父で、自身もツンデレである。ドイツ系アメリカ人で日本に帰化した後、鴫沢財閥の養子となり、今では「最後のフィクサー」と呼ばれる存在となっている。
お師匠（おししょう）
番太郎の夢に出てきた謎の怪人物。本人曰く「通りすがりのただのドM」。番太郎を新たな快感の世界へ導く。

## 書籍
篠房六郎『百舌谷さん逆上する』 講談社〈アフタヌーンKC〉、既刊全10巻（2013年8月現在）
- 1巻[2] 2008年6月23日発行 ISBN 978-4-06-314512-0
- 2巻 2009年1月23日発行 ISBN 978-4-06-314546-5
- 3巻 2009年7月23日発行 ISBN 978-4-06-314577-9
- 4巻 2010年2月23日発行 ISBN 978-4-06-310631-2
- 5巻 2010年9月22日発行 ISBN 978-4-06-310693-0
- 6巻 2011年4月22日発行 ISBN 978-4-06-310744-9
- 7巻 2011年12月22日発行 ISBN 978-4-06-310794-4
- 8巻 2012年6月22日発行 ISBN 978-4-06-387827-1
- 9巻 2013年2月22日発行 ISBN 978-4-06-387862-2
- 10巻 2013年8月23日発行 ISBN 978-4-06-387912-4